# 1816年の相撲
1816年の相撲（1816ねんのすもう）は、1816年の相撲関係のできごとについて述べる。

## 興行
- 2月場所（江戸相撲）[1]
  - 興行場所:西久保八幡宮社内
  - 4月22日（旧3月25日）より晴天10日間興行
    - 8日目で打ち切り。
- 5月場所（大坂相撲）[2]
  - 興行場所:難波新地
- 8月場所（大坂相撲）[2]
  - 興行場所:難波新地
- 8月場所（京都相撲）[2]
  - 興行場所:三条川東
  - 晴天10日間興行
- 10月場所（江戸相撲）[3]
  - 興行場所:本所回向院
  - 12月6日（旧10月18日）より晴天10日間興行